# Astor Row
 Coordenadas : minutos ou segundos > 60
Astor Row são 28 casas geminadas no lado sul da W 130th Street, entre a Quinta Avenida e a Avenida Lenox, no Harlem, na cidade de Nova Iorque, em Manhattan, Estados Unidos. Essas são algumas das primeiras moradias especulativas baseadas no Harlem, e seu design é muito incomum. Projetado por Charles Buek , as casas foram construídas entre 1880 e 1883, em terras que John Jacob Astor comprou em 1844 por US$ 10.000. O neto de Astor, William Backhouse Astor Jr. , foi a força motriz por trás do desenvolvimento.
O desenho das casas térreas de tijolos de três andares é incomum, na medida em que elas ficam afastadas da rua, e todas têm pátios dianteiros e laterais - uma esquisitice em Manhattan - assim como varandas de madeira. O primeiro grupo de casas, números 8 a 22, compreende pares autônomos, enquanto o restante, números de 24 a 60, são conectados juntos na parte traseira.
As casas de Astor Row foram designadas Marcos Históricos na cidade de Nova York em 11 de agosto de 1981.

## História subseqüente

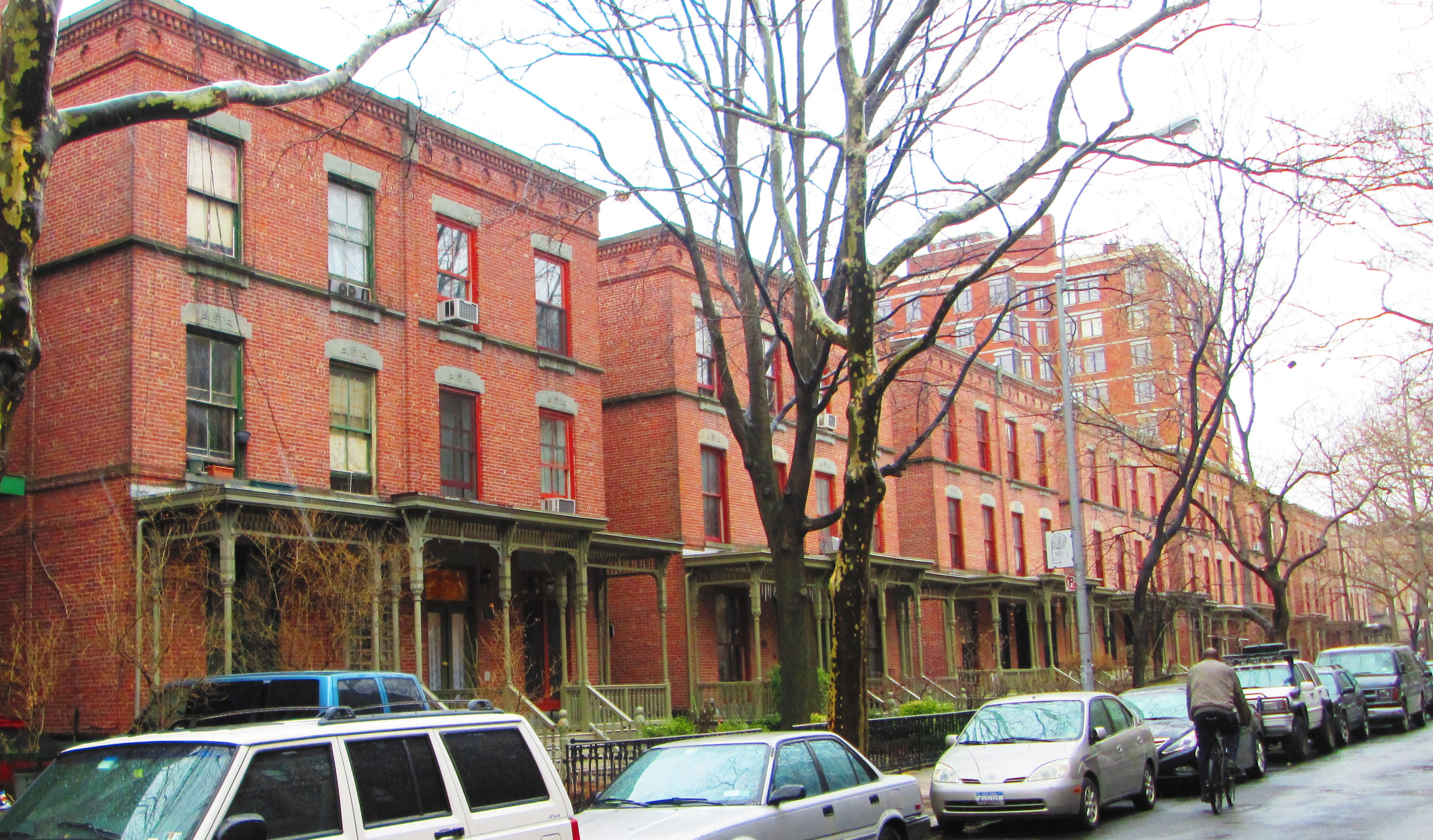
Final oeste de Astor Row em 2014

Após a morte de William Backhouse Astor, as casas foram divididas entre seus netos: Maria, Tiago e Sarah Van Alen. A propriedade ficou na família Astor até 1911, quando dez casas foram vendidas para o investidor imobiliário Max Marx, que as trocou em parte por um edifício de apartamentos em Washington Heights. Os novos proprietários, a Brown Realty Company, ficaram inadimplentes em suas hipotecas e as casas passaram para o New York Savings Bank.
Em 1920, as casas foram descritas por um repórter do The New York Times "como um dos centros de repouso mais atrativos e exclusivos", no Harlem, que apresenta "uma imagem de tranquilidade e conforto doméstico que poucos outros blocos da cidade possuem". As moradias de Astor Row eram alugadas originalmente por US$ 1.100 por ano, e eram tão populares que havia há anos uma lista de espera para viver lá. As moradias Astor Row eram ocupadas originalmente por brancos, mas em 1920, 20 das 28 casas Buek foram adquiridas por um operador imobiliário chamado James Cruikshank, que as alugou para pessoas negras.
As casas não foram mantidas com o decaimento do Harlem entre 1930 e 1990, e as varandas foram gradualmente perdidas. Em 1978, a segunda edição do Guia de AIA para Nova York descreveu a cena como tendo "a beleza contida que tem sido manchada por anos de dificuldades econômicas." Em 1981, a cidade de Nova York declarou que oferecia fundos angariados para restaurar suas fachadas, e melhorar a sua canalização, sistemas de aquecimento, e as linhas elétricas quando necessário. Em 1992, Ella Fitzgerald realizou um evento beneficente no Radio City Music Hall, para arrecadar dinheiro para a restauração. Até o final da década de 1990, os pórticos e outros elementos decorativos tinham sido restaurados para quase todos os edifícios no quarteirão.
As casas do lado norte da rua são grandes, atraentes e de um design mais comum. Em 1932, Pai Divino, líder da missão de paz Pai Divino Internacional, viveu no lado norte da linha de frente de Astor Row. Hoje, Astor Row é racialmente integrado, e é um dos marcos arquitetônicos estelar do Harlem. Ele está localizado perto do restaurante Sylvia de Harlem, a Igreja Batista Moriá, a antiga casa de Langston Hughes, além de outros marcos do Harlem.